# Наут
Наут ([ˈnaʊθ] ; ірл. Cnóbha) — неолітична коридорна гробниця та старовинна пам'ятка Світової спадщини Бру-на-Бойн, розташована за 8.4 км на захід від Дроеди в долині річки Бойн в графстві Міт, Ірландія. Це найбільша коридорна гробниця комплексу Бру-на-Бойн. Вона складається з великого кургану (відомого як Місце 1) та 17 менших супутніх гробниць. Курган має близько 12 метрів заввишки та 67 метрів у діаметрі, що займає приблизно гектар. Вона містить два проходи, розміщені вздовж лінії схід-захід, і оточені 127 бордюрними каменями, з яких три відсутні, а чотири сильно пошкоджені.
Великий курган, за оцінками, датується 3200 р. до н. е. Проходи не залежать один від одного, ведуть до окремих поховальних камер. Східний прохід веде у хрестоподібну камеру, не схожу на ту, що знайдена в Ньюгрейнджі, яка містить три заглиблення та камені для басейнів, у які були поміщені кремовані рештки мертвих. Праве заглиблення більше і вишуканіше декоровано мегалітичним мистецтвом, ніж інші, що характерне для ірландських коридорних гробниць цього типу. Західний прохід закінчується недиференційованою камерою, яка відокремлена від проходу пороговим каменем. Здається, у камері також був таз, який згодом був вилучений і зараз розташований приблизно на дві третини нижче.

## Мегалітичне мистецтво

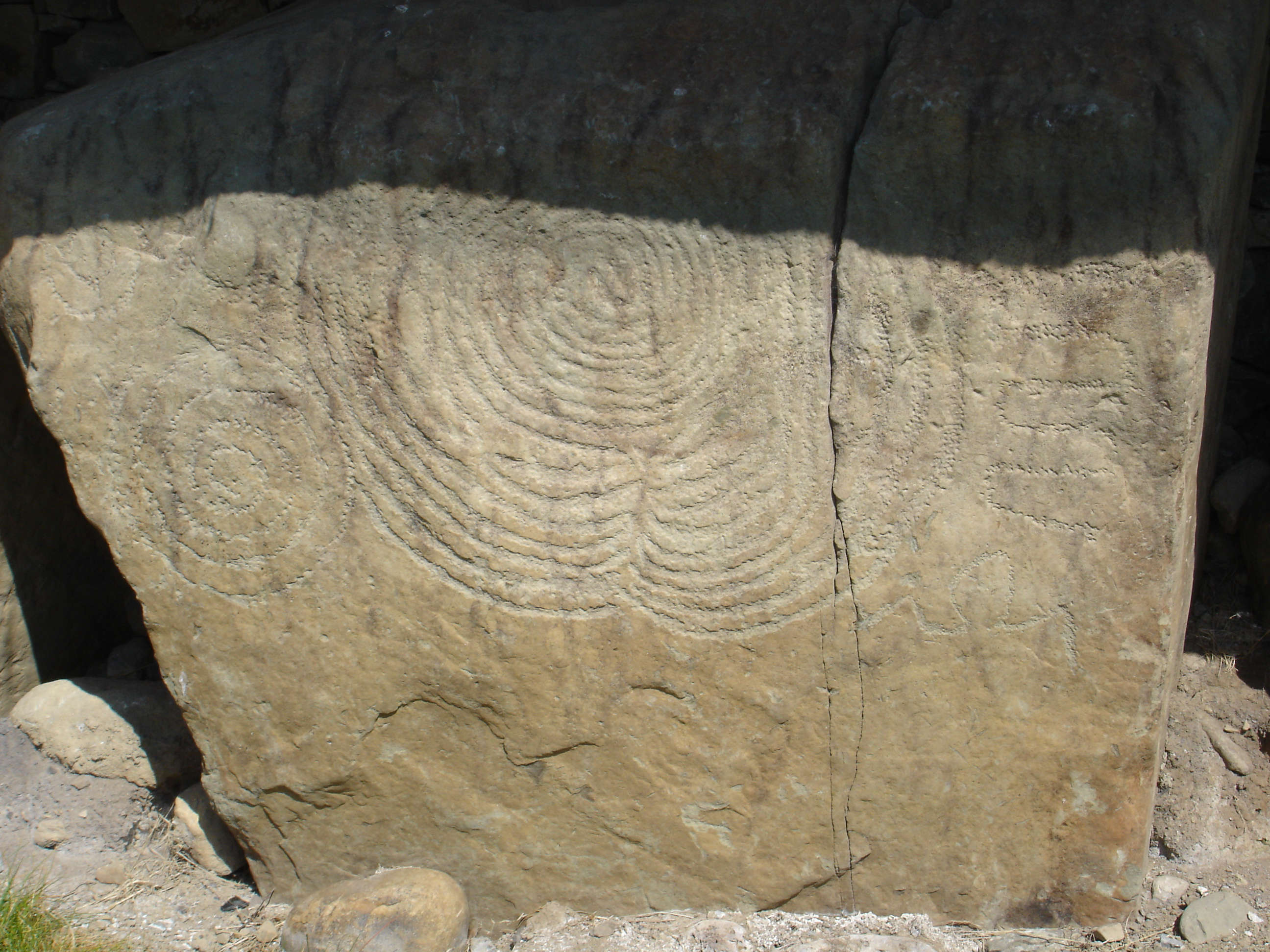
Мегалітичне мистецтво

Наут містить понад третину від загальної кількості зразків мегалітичного мистецтва у всій Західній Європі. Під час розкопок було знайдено понад 200 прикрашених каменів. Значна частина творів мистецтва міститься на бордюрних каменях, особливо наближаючись до входів у коридори.
Багато мотивів є типовими: спіралі, ромби та серпентиформи. Однак мегалітичне мистецтво в Науті містить широкий спектр зображень, таких як форми півмісяця та найдавніше відоме зображення Місяця в історії. Значна частина цих робіт була вирізьблена на тильних боках каменів; вид мегалітичного мистецтва, відомий як приховане мистецтво. Це свідчить про всілякі теорії щодо функції мегалітичного мистецтва в межах неолітичної громади, яка спорудила пам'ятки в долині Бойн. Можливо, вони задумали мистецтво приховати. Можливо також, що вони просто переробили камені та повторно використали інший бік.

## Історія
Існує кілька доказів діяльності пізнього неоліту та бронзової доби на цій території. Більша частина цього пов'язана з існуванням жолобчастого дерев'яного кола, розташованого біля входу у східний прохід. Археологічні дані свідчать, що його використовували як ритуальний чи священний простір після того, як великий курган у Науті вже не використовувався. Докази ритуальності складаються з великої кількості вотивних предметів, знайдених у безпосередній близькості від деревини, що утворювала коло, та навколо неї.

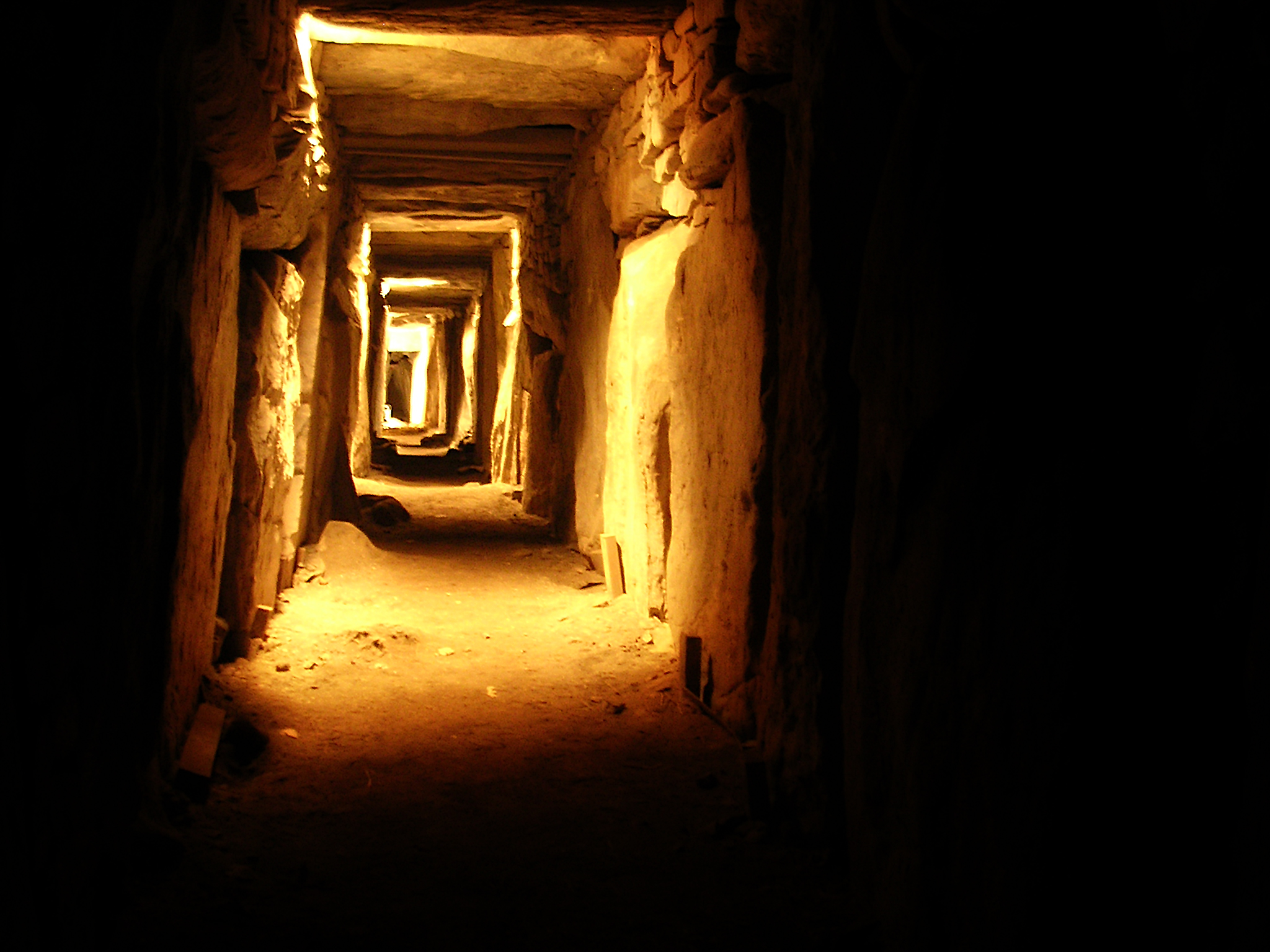
Східний прохід

Пагорб у Науті занепав, і курган або тур сповзли, внаслідок чого входи в обидва ходи були завалені. Місце залишалося практично невикористаним протягом двох тисяч років. Місце ненадовго використовувалось як місце поховання; під час розкопок на цьому місці було знайдено 35 кам'яних ящиків.
У пізню залізну добу та ранньохристиянські часи він став городищем із доданими оточуючими ровами та підземними ходами. Наут уперше став місцем проживання. Було викопано два рови, один біля основи кургану за бордюрними каменями, а другий — на вершині. На цьому етапі входи до обох проходів, здається, були виявлені. Докази включають ранньохристиянські графіті на каменях у східній камері, а чотири імені вирізьблені в огамі. Здається, саме на цьому етапі басейновий камінь із західної палати був переміщений, намагаючись його вилучити, і був залишений у проході, оскільки він застряг. Наут став значним політичним об'єктом і столицею Королівства Північної Бреги.
Після нетривалої військової інтермедії після вторгнення нормандців в Ірландію, коли нормани використовували Наут як девіз у 12 столітті, місце потрапило у володіння ченців-цистерціанців абатства Меліфонт. Здається, курган тоді знову використовували як садибу чи ферму. Над городищем були побудовані кам'яні стіни, а в стінах кам'яні будівлі. Після розпаду монастирів це місце використовувався в основному для сільського господарства, поки більша частина території не була забрана державою в 1939 році.

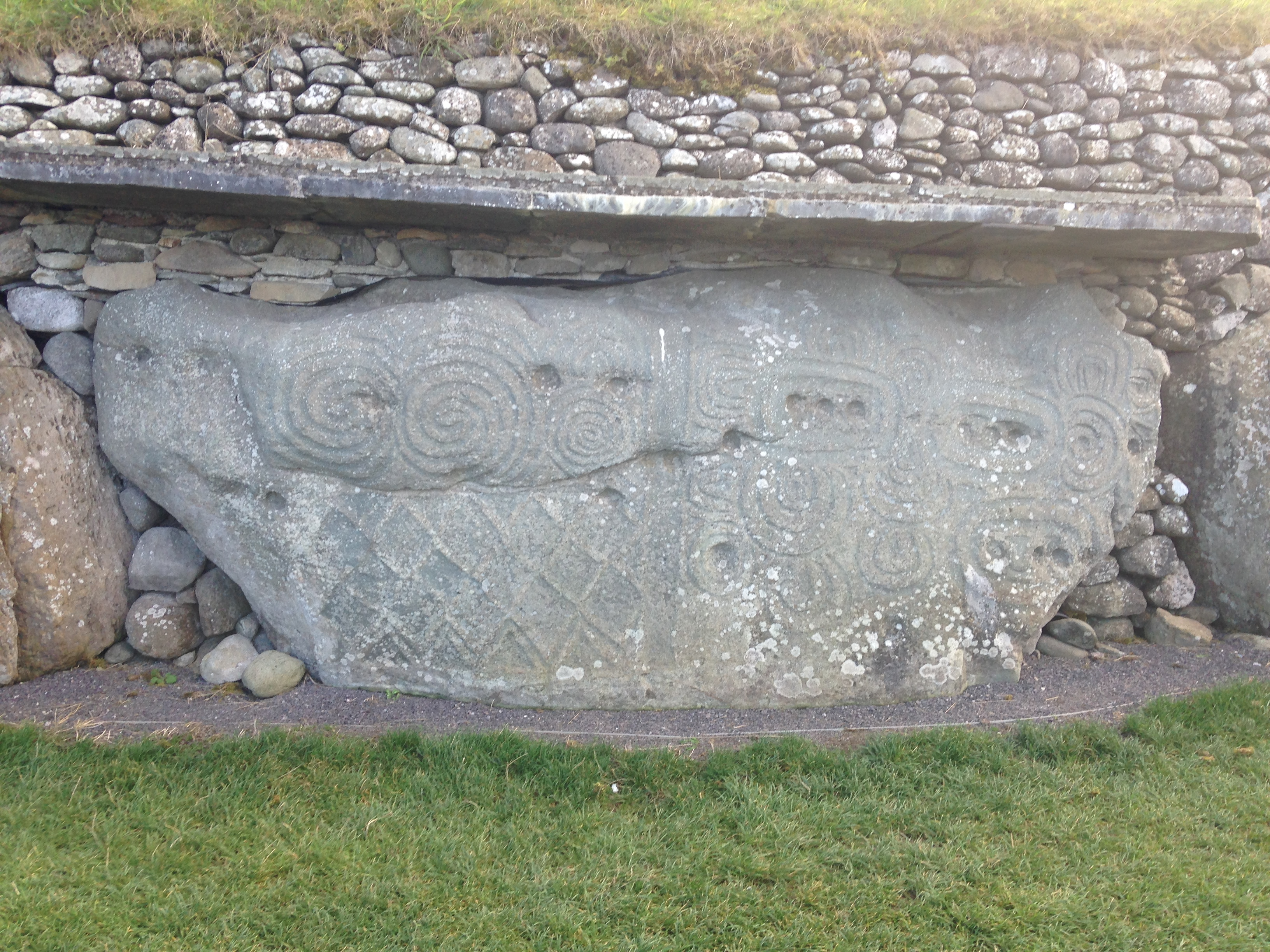
Бордюрний камінь зі спіралями і ромбами

Історичні згадки про печеру можна знайти в Тріадах Ірландії, датованих XIV—XIX століттями, де «Úam Chnogba, Úam Slángæ і Dearc Fearna» перераховані під заголовком «три найтемніші місця в Ірландії». Останньою, що означає «Печера Вільхи», загалом вважають теперішню печера Данмора, тоді як перші дві перекладаються як печера Наута та печера Слейні. Невідомо, про яку точну систему печер/коридорних гробниць біля річки Слейні йдеться, найімовірніше, про ті, що в Балтінглассі. Інші джерела перекладають перелічені місця як Круахан, печеру або склеп Слейна та «Печеру папоротей».
Орієнтація сходів на захід проходів у Науті передбачає астрономічне узгодження з рівноденням. Вирівнювання в Науті сьогодні не відбувається. Це пов'язано з низкою факторів. Перш за все, проходи були відкриті пізнішими поселенцями і були, певною мірою, зруйновані або включені в підземні проходи. Таким чином первісні входи в проходи були спотворені або зруйновані, що ускладнило встановлення, чи існувало колись узгодження. Крім того, нещодавні розкопки (з 1962 року) під керівництвом Джорджа Еогана призвели до зведення бетонної стіни з плит всередині курганів на західному вході, обмежуючи будь-яке дослідження можливих розташувань в одну лінію. Видається ймовірним, що проходи мали намір вирівняти. Крім того, вирівнювання старовинних пам'яток може змінюватися внаслідок циклів Міланковича.
Короткі розкопки місця були проведені в 1941 році Макалістером. Однак основні повномасштабні розкопки розпочались на цьому місці в 1962 році і були проведені Джорджем Еоганом із Дублінського університетського коледжу. Коли розпочались його розкопки, про повну площу місця було відомо дуже мало. Входи до західних та східних ходів були виявлені відповідно в 1967 та 1968 роках, і повільно виявлені шари активності на місці Наута. Розкопки дали матеріал для численних книг та звітів про знахідки. Археологічні розкопки Східного Науту припинили будь-які шанси на дослідження ліній, коли Джордж Еоган звів бетонну стіну через східний вхід. Найбільш масштабні дослідження вирівнювань та астрономії в Науті були проведені американсько-ірландським дослідником Мартіном Бреннаном.

## Доступ
Доступ здійснюється лише за допомогою екскурсії. Екскурсії починаються у Відвідувальному центрі Бру-на-Бойн в Донорі. Відвідувачі можуть поглянути вниз на східний прохід і відвідати сусідню сучасну інтерпретаційну кімнату.